# Sony Ericsson Xperia X8
Sony Ericsson Xperia X8 — смартфон фирмы Sony Ericsson на платформе Google Android в корпусе типа «моноблок», анонсированный 16 июня 2010 года. В России поступил в продажу 8 октября 2010 года. Модель обладает богатой комплектацией. В неё входят 2 цветные панели на корпус и хорошая стерео-гарнитура МН-82 с пультом ДУ. В некоторых комплектациях (для стран третьего мира) гарнитура заменена более дешевой, без пульта ДУ и кнопки ответа. С ноября 2010 года в продаже появились чёрные модели с глянцевыми задними панелями.
Модель отличается своей «доступностью» и неплохими характеристиками. Её конкурент: LG Optimus (обладает резистивным экраном, однако имеет автофокус).
Экран обладает хорошей цветоотдачей, по сравнению с другими конкурентами, пиксели не зернистые, совсем не разделенные друг от друга.
Первая партия телефонов, которая выпустилась от начала выхода её продаж была оснащена чипом Synaptics, который не поддерживал dualtouch режима в приложениях, вторая же партия, поступившая в продажу примерно с января 2011 года оснащена новым чипом от Cypress, который отличается пониманием 2 пальцев (при использовании модуля от AnDyX), но при производстве таких телефонов экранам было уделено меньшее внимание. При сравнении телефонов с Synaptics и Cypress в Cypress экран при просмотре белых изображений наблюдаются желтоватые оттенки вместо белых.
Поскольку Sony Ericsson отказалась от дальнейшего обновления на ОС Андроид 2.2 и выше, то разработчики долгое время портировали прошивки от других девайсов. В данный момент есть полностью рабочие и стабильные кастомные прошивки 2.2 / 2.3 / 4.0 / 4.1. Большинство из них основаны на CyanogenMod и обладают расширенным функционалом, по сравнению со старой 2.1.
Впоследствии был разблокирован загрузчик, и разработаны кастомные ядра (nAa (в основном для оригинального CyanogenMod или немного доработанного miniCM7) и Alfs (может работать и с CyanogenMod, но предназначен для GingerDX). Есть полностью работоспособные ядра.
В начале 2012 года начали портирование Google Android 4.0, которая является полностью работоспособной и стабильной.
В середине 2012 года были произведены первые порты Google Android 4.1 на основе наработок CyanogenMod 10. Есть рабочие версии с полной функциональностью. Сомнению поддается только возможность работы Project Butter из Android 4.1.
Весной 2013 первые сборки на основе Google Android 4.2. Не стабильные и незаконченные, потому что разработка перешла на основу следующих версий Android, никакой известности не получили, но основные функции телефона работают. Из неработающего: частично камера, проблемы со звуком, подтормаживания и перезагрузки.
Август 2013, первые попытки портировать Google Android 4.3. Есть рабочие версии, но не подходят для ежедневного использования, потому что не работает камера, Bluetooth, Bluetooth Tethering, FM радио, GPS
Весной 2014 появляется пара сборок на основе Google Android 4.4. Не закончены и заброшены в виду количества проблем.